# Estação Plaza de España

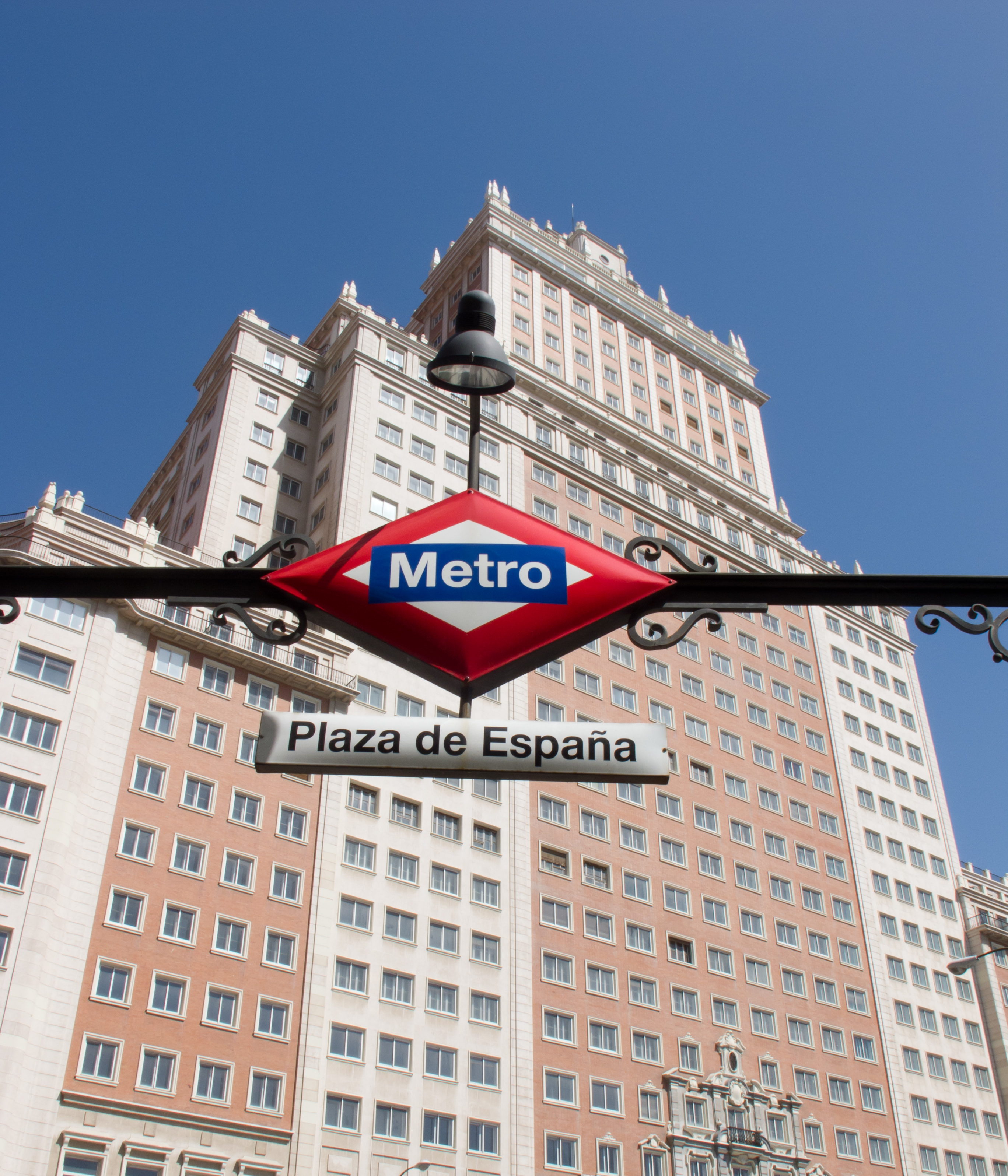
Sinalização de acesso.

Plaza de España é uma estação da Linha 3 e Linha 10 do Metro de Madrid, na praça do mesmo nome.
A estação está ligada à estação de Noviciado fazendo a junção com a Linha 2.

## Acessos
Noviciado 
- Mº de Justicia C/San Bernardo, 45 (junto ao Ministério de Justiça)
- Noviciado C/San Bernardo, 51 (esquina C/Noviciado) encerrada a partir das 21:40

Plaza de España  
- Leganitos Gran Vía, 73
- Coliseum Gran Vía, 80 (frente ao Teatro Coliseum)
- Reyes C/Reyes, 1 encerrada a partir das 21:40
- Princesa C/Princesa, 2 encerrada a partir dass 21:40
- Pza. España Plaza de España, 18
- Elevador Plaza de España, 18

Comum   
- Elevador Plaza del Conde de Toreno